# Red Flag Linux
Red Flag Linux (红旗 Linux) er den største Linuxdistribution i Kina.
Red Flag linux blev stiftet i august 1999, og firmaet bag Red Flag Linux (Red Flag Software Co. Ltd) har mere end 150 ansatte. Red Flag Linux har hovedkontor i Beijing, og Chris Zhao er deres nuværende direktør. Firmaet bag Red Flag Linux er også medstifter af Asianux.
De nuværende Red Flag Linux produkter består af:
- Red Flag DC Server 5.0 (红旗数据中心服务器5.0)
- Red Flag Linux Desktop 4.1 (红旗Linux桌面版4.1)
- Red Flag Linux Workstation 5.0 (红旗Linux工作站5.0)

Red Flag Linux Workstation 5.0 udkom først november 11, 2005. Version 5.0 er baseret på distributionen Asianux 2.0, som udkom d. 31. august 2005. Den har en Linux 2.6.9 kernel, KDE 3.2.1 og X.Org 6.8.2. Red Flag Linux Workstation 5.0 er et komplet og fuldt fungerende styresystem til brug på hjemmecomputere.
Red Flag Linux fungerer meget ligesom Red Hat Linux, og bruger en RPM og det samme installationsprogram, som findes i Red Hat Linux. Skrivebordet på Red Hat Linux ligner Windows XP, og er nem at bruge.
Red Flag Linux kom frem in august 1999, da den blev skabt af "the Institute of Software" i det kinesiske Videnskabsakademi. De fik finansiel hjælp fra NewMargin Venture Capital, et Shanghai-baseret og regeringsejet firma.
Red Flag Linux sluttede sig til Open Source Development Labs i januar 2006.